# Ethel Waters
Ethel Waters (Chester, Pensilvania, 31 de octubre de 1896-California, 1 de septiembre de 1977) fue una actriz y cantante estadounidense de blues, jazz, musicales y gospel. 
Como actriz fue nominada a un Óscar, siendo la segunda afroamericana en conseguirlo después de Hattie McDaniel. 
Sus canciones más famosas fueron "Am I blue?", "Stormy Weather", incluido en el Grammy Hall of Fame, y "Miss Otis Regrets".
Es una de las más importantes cantantes afroamericanas de jazz y música popular de las primeras dos terceras partes del siglo XX junto a Ma Rainey, Bessie Smith, Billie Holiday, Alberta Hunter, Mahalia Jackson, Lena Horne, Ella Fitzgerald, Carmen McRae, Betty Carter y Sarah Vaughan entre otras.

## Biografía

### Primeros años
Nacida de una niña violada de solo 13 años, creció en un empobrecido y violento distrito de Filadelfia. A pesar de ser adoptada por su abuela, nunca llegó a vivir más de quince meses seguidos en el mismo lugar. Sus recuerdos personales inciden en la falta de ambiente familiar y la ausencia de niñez en un sentido tradicional.
Waters se casó a los 13 años, pero dejó pronto a su marido, que abusaba de ella, y se convirtió en sirvienta en un hotel de Filadelfia, trabajando por 4,75 dólares a la semana.

### Carrera profesional

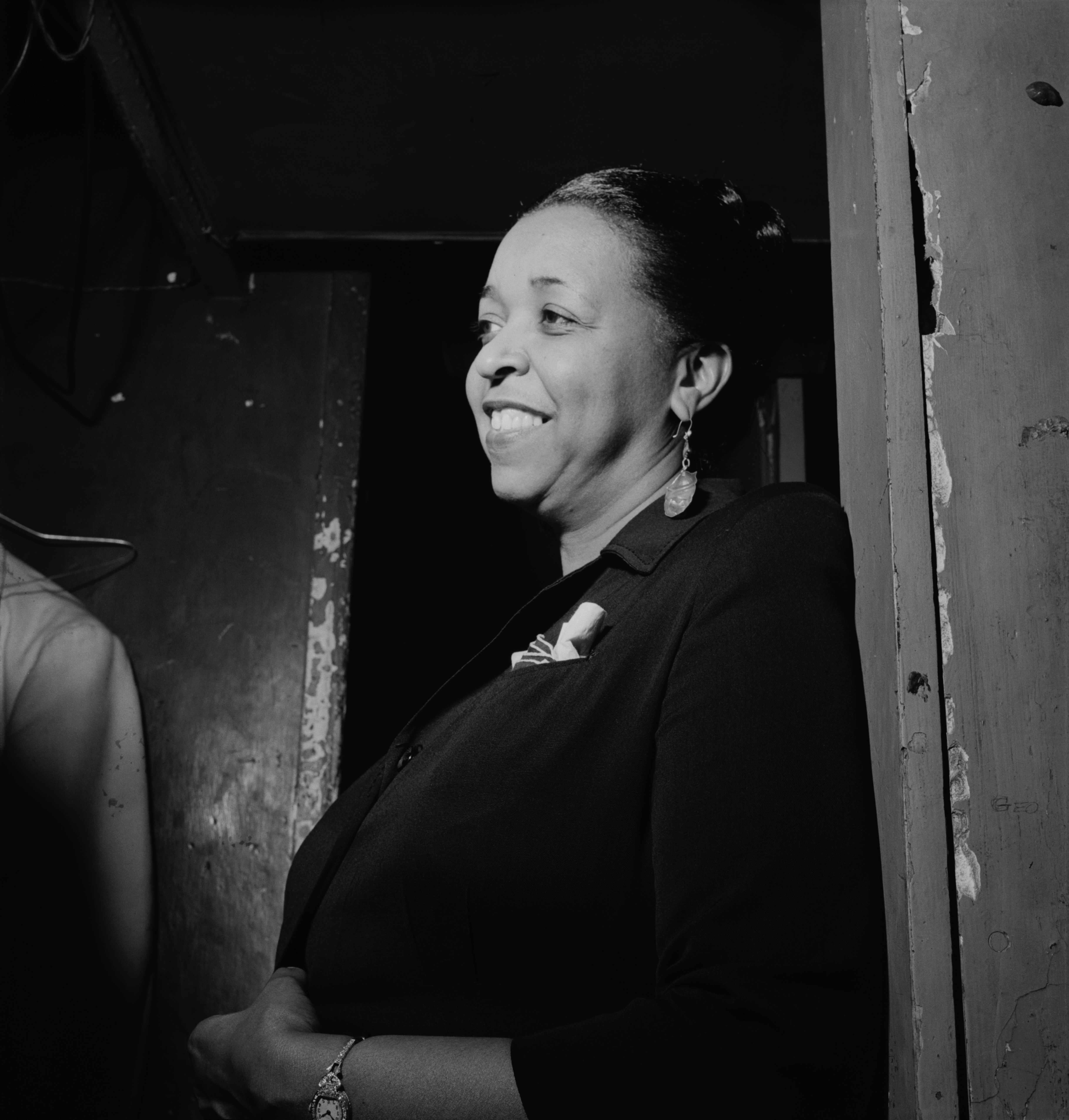
Ethel Waters.

Tras comenzar en Baltimore, realizó una gira por el sur actuando en diversos honkytonks. A pesar de su éxito inicial, Waters entró en un mal periodo y tuvo que unirse al carnaval (un espectáculo popular itinerante), con el que viajó a Chicago; este periodo y las gentes que conoció fueron siempre muy valorados por la cantante. 
Tras esta etapa, trabajó en Atlanta en el mismo club con Bessie Smith, quien pidió que no cantase blues para no competir con ella, por lo que Waters tuvo que cantar baladas y canciones populares, además de bailar, terreno en el que desarrollaría la mayor parte de su carrera profesional (en musicales, programas de televisión, etc.), regresando al blues muy ocasionalmente.
Durante la década de 1920, Waters fue amante de la bailarina Ethel Williams, siendo incluso conocidas como "The Two Ethels" ("Las dos Ethels") y vivían juntas en Harlem. Se conocieron en el teatro Alhambra de Harlem y Waters le consiguió a Williams un trabajo en el cabaret donde trabajaba. Waters se llevó a Williams con ella en su primera gira nacional, donde Williams bailaba para animar al público antes de las actuaciones de Waters. Los representantes de Waters en Black Swan Records inventaron chismes sobre Waters, y en una ocasión publicaron un artículo sobre cómo su contrato de grabación estipulaba que no podía casarse para explicar que no tuviera pareja masculina.
En 1933 trabajó en el Cotton Club de Harlem y luego en Broadway en la revista musical As thousands cheers, la primera negra en un show blanco de Broadway. Llegó a ser la cantante mejor pagada de la calle neoyorquina.
En 1944 hizo en cine Stage Door Canteen con Count Basie y en la película Cabin in the Sky de Vincente Minnelli se midió con la joven Lena Horne y en 1949 fue nominada como actriz de reparto para un Premio Óscar por su actuación en Pinky de Elia Kazan.
En 1950 ganó un Premio Tony en The member of the Wedding con Julie Harris que luego llevaron al cine.
En la década del 50 participó en televisión en la serie Beulah, retirándose cuando la consideró denigratoria para su raza.
En 1957 se unió al movimiento cristiano del predicador Billy Graham, dedicándose a la causa hasta su muerte.
En 1973 recibió un Grammy honorario por "Dinah", "Am I Blue" y "Stormy Weather", su histórica versión de 1933 incluida en la Biblioteca del Congreso de Estados Unidos y desde el 2004 integra el Registro Nacional de Grabaciones.
En 1983 fue incorporada al Hall de la Fama Gospel y en 1994 se publicó un sello postal en su memoria.
Es tía-abuela de Crystal Waters.

## Bibliografía

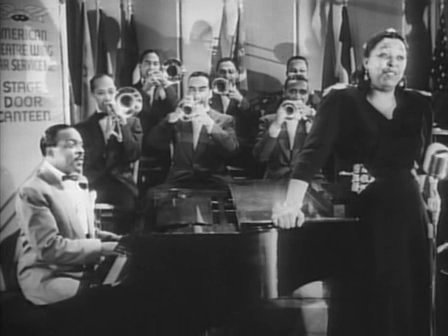
Con Count Basie en Tres días de amor y fe (1943).

## Premios y distinciones
Premios Óscar
| Año  | Categoría               | Película | Resultado |
| ---- | ----------------------- | -------- | --------- |
| 1950 | Mejor actriz de reparto | Pinky    | Nominada  |